# Plethus cursitans
Plethus cursitans är en nattsländeart som först beskrevs av Hagen 1859.  Plethus cursitans ingår i släktet Plethus och familjen smånattsländor. Inga underarter finns listade i Catalogue of Life.